# 勒米 (汝拉省)
勒米（法語：Lemuy，法語發音：[ləmɥi]）是法国汝拉省的一个市镇，属于隆斯勒索涅区。

## 地理
勒米（46°53'51"N, 5°58'7"E）面积21.33 平方千米，位于法国勃艮第-弗朗什-孔泰大區汝拉省，该省份为法国东部内陆省份，北起上索恩省，西北接科多尔省，西临索恩-卢瓦尔省，南至安省，东与杜省和瑞士接壤。
与勒米接壤的市镇（或旧市镇、城区）包括：杜尔农、蒙马尔隆、阿尔克苏蒙特诺、布雅耶、维莱苏沙拉蒙、阿贝热芒莱泰西、昂德洛昂蒙塔涅、叙普特、泰西、阿雷什。

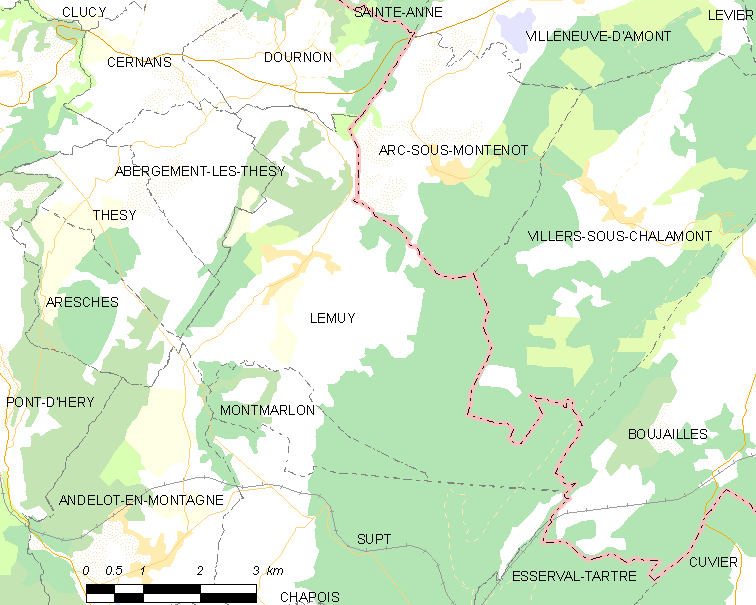
的OSM定位图

勒米的时区为UTC+01:00、UTC+02:00（夏令时）。

## 行政
勒米的邮政编码为39110，INSEE市镇编码为39291。

## 政治
勒米所属的省级选区为阿尔布瓦县。

## 人口

1962-2008年间人口变化图示

勒米于2022年1月1日时的人口数量为239人。